# Jerry Collins
Pour les articles homonymes, voir Collins.

a Compétitions nationales et continentales officielles uniquement.

b Matchs officiels uniquement.
Dernière mise à jour le 5 juin 2015.
Jerry Collins, né le 4 novembre 1980 à Apia (Samoa) et mort le 5 juin 2015 près de Béziers, est un joueur de rugby à XV néo-zélandais. International de 2001 à 2007, comptant 48 sélections avec les All Blacks, il évolue au poste de troisième ligne aile. Il a joué pour les Hurricanes, le RC Toulon, les Ospreys et le Racing Club Narbonne Méditerranée.
Il était considéré comme l'un des joueurs les plus intimidants du rugby mondial en raison de la virulence de ses plaquages, lesquels ont été révélés contre le pays de Galles, lorsqu'il mit KO son adversaire Colin Charvis. Joueur cadre des All Blacks, il était réputé pour son jeu extrêmement physique que cela soit pour attaquer ou pour défendre.

## Biographie
Issu d'un milieu modeste, Jerry Collins commence à gagner sa vie en tant qu'éboueur, avant de devenir joueur de rugby professionnel en 2000. Il est le cousin de Tana Umaga, ancien capitaine des All Blacks. Il est désigné par les Australiens joueur le plus effrayant des terrains de rugby du monde, sans doute à cause de ses plaquages très engagés et pas toujours dans la norme. En 1999 il est champion du monde des moins de 19 ans avec la Nouvelle-Zélande, puis est le premier de cette équipe à être appelé pour jouer avec les All Blacks. Il honore sa première cape internationale avec ces derniers le 23 juin 2001 contre l'équipe d'Argentine en tant que titulaire au poste de troisième ligne centre.
Il fait ses débuts avec la province de Manawatu en 1999 et joue en Super 14 avec les Hurricanes. Il dispute cinq matchs de la coupe du monde 2003, dont la rencontre pour la troisième place remportée contre la France sur le score de 40-13.
En 2008, il prend sa retraite internationale.
À partir de 2008, il rejoint le Rugby club toulonnais avec un contrat de trois ans à la clé. Mais en 2009 il rejoint les Ospreys, signant un contrat de deux ans, puis en 2011 part jouer au Japon avec le Yamaha Júbilo.
En 2013, il décide de prendre une année sabbatique. Le 19 janvier 2015, il signe dans le club français de Narbonne en tant que joker médical de Rocky Elsom.
Le 5 juin 2015, Jerry Collins et sa compagne Alana Madill meurent dans un accident de la route près de Béziers en France. Alors qu'Alana est au volant, elle perd le contrôle de son véhicule sur l'autoroute A9 au péage de Béziers Ouest, dans l'Hérault. Le véhicule est ensuite percuté par un autobus de touristes portugais. Les deux conducteurs de l'autobus extraient la fille du couple, grièvement blessée. Née le 26 janvier, elle n'est âgée que de quatre mois,,,. Après un mois en soins intensif, la fillette survit au drame et est prise en charge par la famille de sa mère . L'enquête démontre que la fillette doit sa survie à un dernier geste héroïque de Jerry Collins qui s'est jeté sur le siège arrière pour protéger sa petite fille de la violence du choc.
L'accident survient à une douzaine d'heures de la demi-finale de Top 14 disputée par l'ancien club de Jerry Collins, le RC Toulon, contre le Stade français. Les joueurs du RCT, « en deuil », porteront d'ailleurs un brassard noir et une minute de silence sera observée avant le coup d'envoi au Nouveau Stade de Bordeaux.
Les hommages sont nombreux à la suite de ce décès. Parmi les plus notables, on peut mentionner celui de la ville de Narbonne où un cortège de 1 500 personnes a défilé derrière une photo du rugbyman et de sa famille et un haka Ka mate exécuté par cinq de ses anciens coéquipiers All Blacks sur les lieux du drame. Les Baby Blacks, l'équipe des moins de vingt ans néo-zélandais, lui ont également dédié un haka lors du championnat du monde junior. Jerry repose dans sa ville de Porirua, à une vingtaine de kilomètres au nord de Wellington.
Le 4 novembre 2015, pour ce qui aurait dû être le 35e anniversaire de Jerry Collins, cinq joueurs des All Blacks qui viennent d'être sacrés champion du monde, Jerome Kaino, Dan Carter, Sonny Bill Williams, Ma'a Nonu et Liam Messam, viennent rendre hommage à leur ex-coéquipier en se rendant sur sa tombe avec le trophée Webb Ellis.

## Palmarès
- Finaliste du National Provincial Championship en 2006 avec Wellington.
- Finaliste du Super 14 en 2006
- Vainqueur du tournoi des Tri-nations en 2003, 2005, 2006 et 2007
- Champion du monde des moins de 19 ans en 1999

## Statistiques en équipe nationale

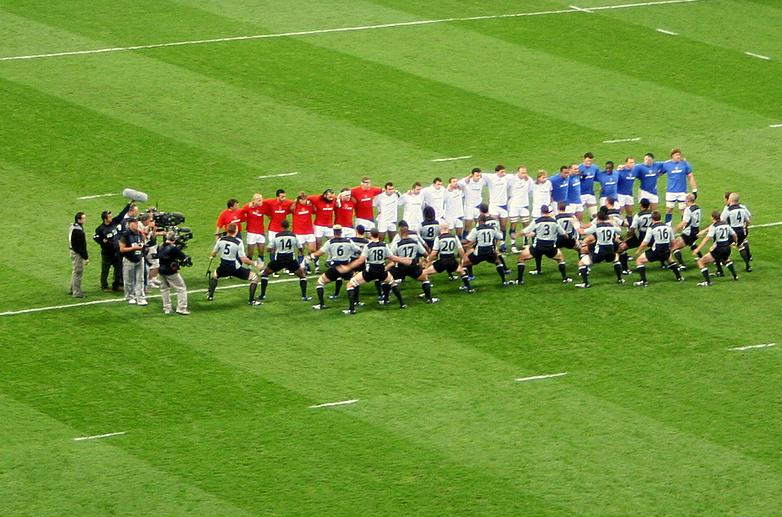
Quart-de-finale France - All Blacks en 2007.

Jerry Collins compte 48 sélections avec l'équipe de Nouvelle-Zélande, dont 42 en tant que titulaire, entre le 9 novembre 2002 à Twickenham face à l'Angleterre et le 5 octobre 2007 contre la France. Il inscrit cinq essais, pour un total de 25 points.
Parmi ces sélections, il compte 18 sélections dans le Tri-nations. Il participe à cinq éditions, en 2003, 2004, 2005, 2006, 2007,.
Jerry Collins dispute deux éditions de la coupe du monde. La première lors de l'édition 2003 où il rencontre l'Italie, le pays de Galles, l'Afrique du Sud, l'Australie et la France. Il est également présent en France lors de la coupe du monde 2007 où il affronte l'Italie, le Portugal, la Roumanie et la France. Il dispute ainsi un total de neuf rencontres, toutes en tant que titulaire, et inscrit trois essais.